# Cyperus altomicroglumis
Cyperus altomicroglumis är en halvgräsart som beskrevs av Kaare Arnstein Lye. Cyperus altomicroglumis ingår i släktet papyrusar, och familjen halvgräs. IUCN kategoriserar arten globalt som otillräckligt studerad. Inga underarter finns listade i Catalogue of Life.